# アメディア
アメディア（英・AMEDIA）はトルコのイスタンブールに拠点を置くシンバルメーカーである。100%ハンドメイドで、トルコの伝統的なシンバルの製法で、現在もハンドハンマリングでシンバルを製造している。ジャズ向きからロック向きまで28種類のモデルをラインアップしている。

## 沿革
2005年、長年トルコのシンバル工場で働いてきた職人Eremya Arzatとその弟子、Ahmet Baykusakにより創立。Eremya Arzatは15歳でK・ジルジャンの工場で職人として働きはじめ、現在のトルコのシンバル職人の多くは彼の弟子である。ジャズからハードロックまで様々なモデルをラインアップ。Ahmet Legend, Vigor Rock, Kommagene, Old School, Vintage等のモデルが日本には輸入されている。